# Сидоарджо (округ)

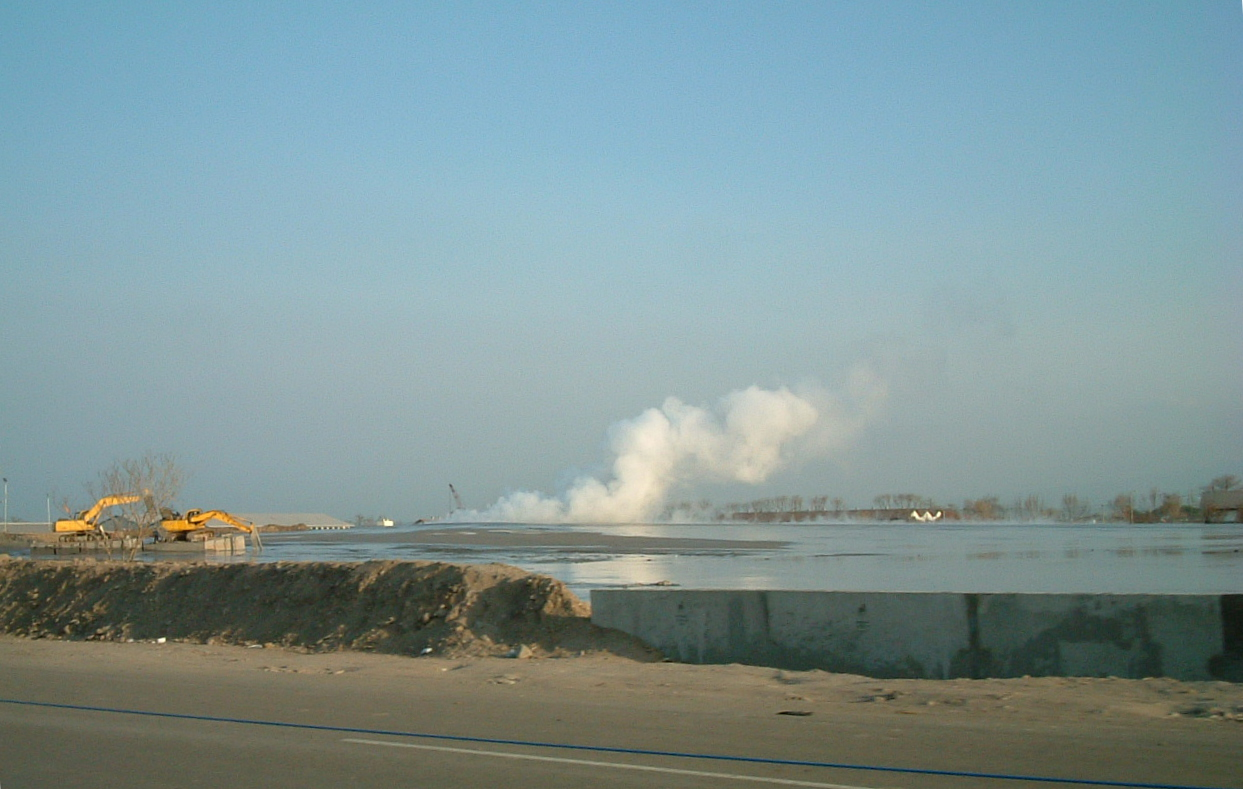
Извержение грязевого вулкана.

Сидоарджо (индон. Sidoarjo) — округ в провинции Восточная Ява, Индонезия. Административный центр — населённый пункт Сидоарджо. Население — 1 941 497 чел. (2010).
В округе есть аэропорт.

## География
Округ находится в восточной части острова Ява. На севере граничит с городом Сурабая и округом Гресик, на юге — с округом Пасуруан, на западе — с округом Моджокерто, на востоке омывается водами Мадурского пролива.
Общая площадь округа — 634,89 км².
На территории Сидоарджо находится грязевой вулкан, который начал извергаться ещё в 2006 году; это извержение продолжается и поныне (на начало 2014 г.). По предположениям учёных, оно закончится только в районе 2017 года.
Для местного климата характерно чёткое деление года на два сезона — сухой (с июня по октябрь) и сезон дождей (с ноября по май).

## История
В начале XI века территория современного округа Сидоарджо входила в состав княжества Аирланга. Последнее в 1042 году разделилось на две части — Даха и Дженгала. 
К концу XVIII века Восточная Ява оказалась под контролем голландцев.
Во время Второй мировой войны (1942—1945) Сидоарджо, как и вся страна, подвергся японской оккупации. После обретения Индонезии независимости Сидоарджо вошёл в её состав на правах округа.

## Административное деление и демография
В административном плане округ делится на 18 районов:

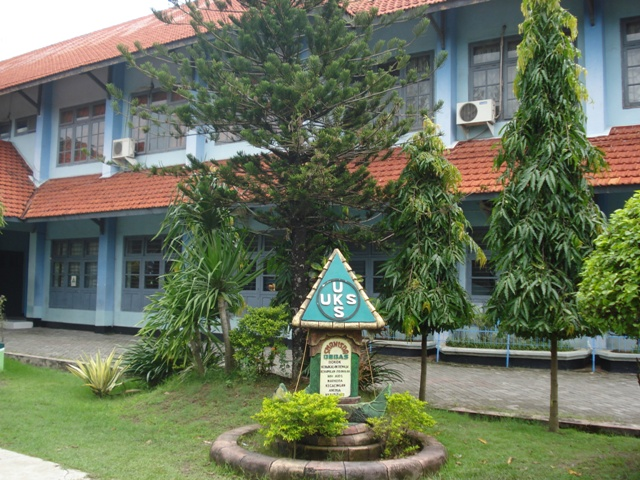
Здание местной средней школы.

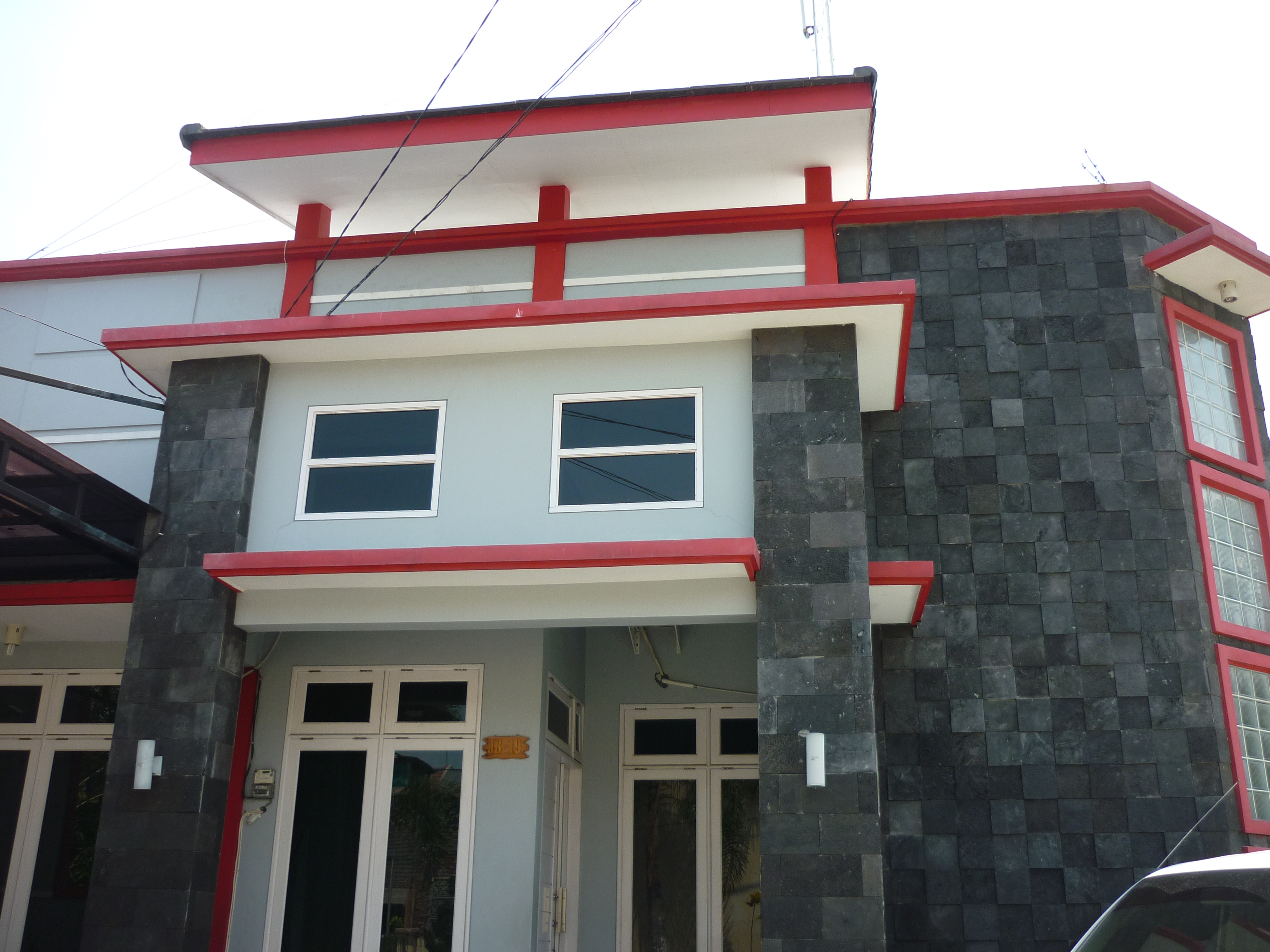
Здание в городке Сидокерто, район Будуран.

| №  | Название    | Население, чел. |
| -- | ----------- | --------------- |
| 1  | Балонгбендо | 66 841          |
| 2  | Будуран     | 91 931          |
| 3  | Чанди       | 145 155         |
| 4  | Геданган    | 132 971         |
| 5  | Джабон      | 49 567          |
| 6  | Крембунг    | 58 336          |
| 7  | Криан       | 131 281         |
| 8  | Поронг      | 64 390          |
| 9  | Прамбон     | 68 576          |
| 10 | Седати      | 92 786          |
| 11 | Сидоарджо   | 193 469         |
| 12 | Сукодоно    | 110 596         |
| 13 | Таман       | 213 224         |
| 14 | Тангулангин | 83 304          |
| 15 | Тарик       | 61 032          |
| 16 | Туланган    | 84 582          |
| 17 | Вару        | 231 309         |
| 18 | Воноаю      | 71 822          |

## Религия
В численном плане абсолютно преобладают мусульмане. Также в округе проживают представители и других конфессий — индуисты, протестанты, католики и др.
| Конфессия     | Последователей, чел. |
| ------------- | -------------------- |
| Ислам         | 1 849 794            |
| Протестантизм | 56 662               |
| Католицизм    | 21 932               |
| Индуизм       | 3629                 |
| Буддизм       | 3493                 |
| Конфуцианство | 440                  |